# Азамат, Светлана Васильевна
Светлана Васильевна Азамат (настоящая фамилия Смирнова, урождённая Степанова; род. 24 июня 1952, Задние Яндоуши, Чувашская АССР) — советский и российский деятель культуры, поэт, автор-исполнитель. Народный поэт Чувашии (2021).
Член Ассоциации композиторов Чувашской Республики (1991), Союза писателей России (1997), Союза журналистов России (1997).

## Биография
Родилась 24 июня 1952 года в деревне Задние Яндоуши Канашского района Чувашской АССР в семье Василия Степановича и Александры Андреевны Степановых.

### Образование
В 1971 году окончила музыкально-педагогическое отделение Канашского педагогического училища (ныне Канашский педагогический колледж), в 1978 году — вокальное отделение Чебоксарского музыкального училища им. Ф. П. Павлова, в 1993 году — факультет чувашской филологии и культуры Чувашского государственного университета им. И. Н. Ульянова.

### Деятельность
По окончании Канашского училища работала учительницей музыки и старшей пионервожатой Калайкасинской средней школы Моргаушского района Чувашской АССР. В апреле 1972 года вышла замуж и переехала жить в город Новочебоксарск. С сентября этого же года работала учительницей пения и музыки средней школы № 35 города Чебоксары. С 1973 по 1978 год Светлана Смирнова трудилась в Дворце культуры Чебоксарского химкомбината руководителем кружка баянистов. В 1978—1990 годах работала артисткой хора Комитета по телевидению и радиовещанию Совета Министров Чувашской АССР, в 1990—1998 годах работала в Комитете по телевидению и радиовещанию Совета Министров Чувашской АССР, в Чувашской государственной телевизионной и радиовещательной компании и телерадиовещательной компании «Чувашия».
В 1998—2001 годах Светлана Смирнова работала в Союзе профессиональных писателей Чувашской Республики. В 2001—2004 годах — в Республиканском научно-методическом центре народного творчества. С 2004 по 2007 годы она был заведующей Литературным музеем им. К. В. Иванова (филиал Чувашского национального музея в Чебоксарах). С апреля 2007 года Светлана Васильевна работала в качестве научного сотрудника Музея воинской Славы Чувашской Республики, а в 2010 году снова вернулась заведующей в Литературный музеем им. К. В. Иванова.
С 1979 года С. В. Смирнова начала печататься под псевдонимом «Азамат» (в чувашском языке «азамат» означает «радуга»), известна как поэтесса и является автором нескольких поэтических сборников. В 1991 году на фирме «Мелодия» вышла мини-пластинка «Поёт Светлана Азамат» с чувашскими народными песнями в её обработке. Ею написано более 100 песен на свои тексты и стихи чувашских поэтов. Светлана Азамат — участница международных фестивалей в Венгрии, Эстонии, Казахстане, а также ряда межрегиональных фестивалей поэзии.

## Награды
В 1997 году за заслуги в развитии культуры и многолетнюю добросовестную работу была удостоена почетного звания «Заслуженный деятель искусств Чувашской Республики», в 2011 году — «Заслуженный работник культуры Ульяновской области». Также является лауреатом премии Комсомола Чувашии им. М. Сеспеля (1989), лауреатом премии им. И. Я. Яковлева благотворительного фонда «Эткер» (Ульяновск, 1994), лауреатом Всечувашской национальной женской премии им. Эмине (2008).